# Dsisna

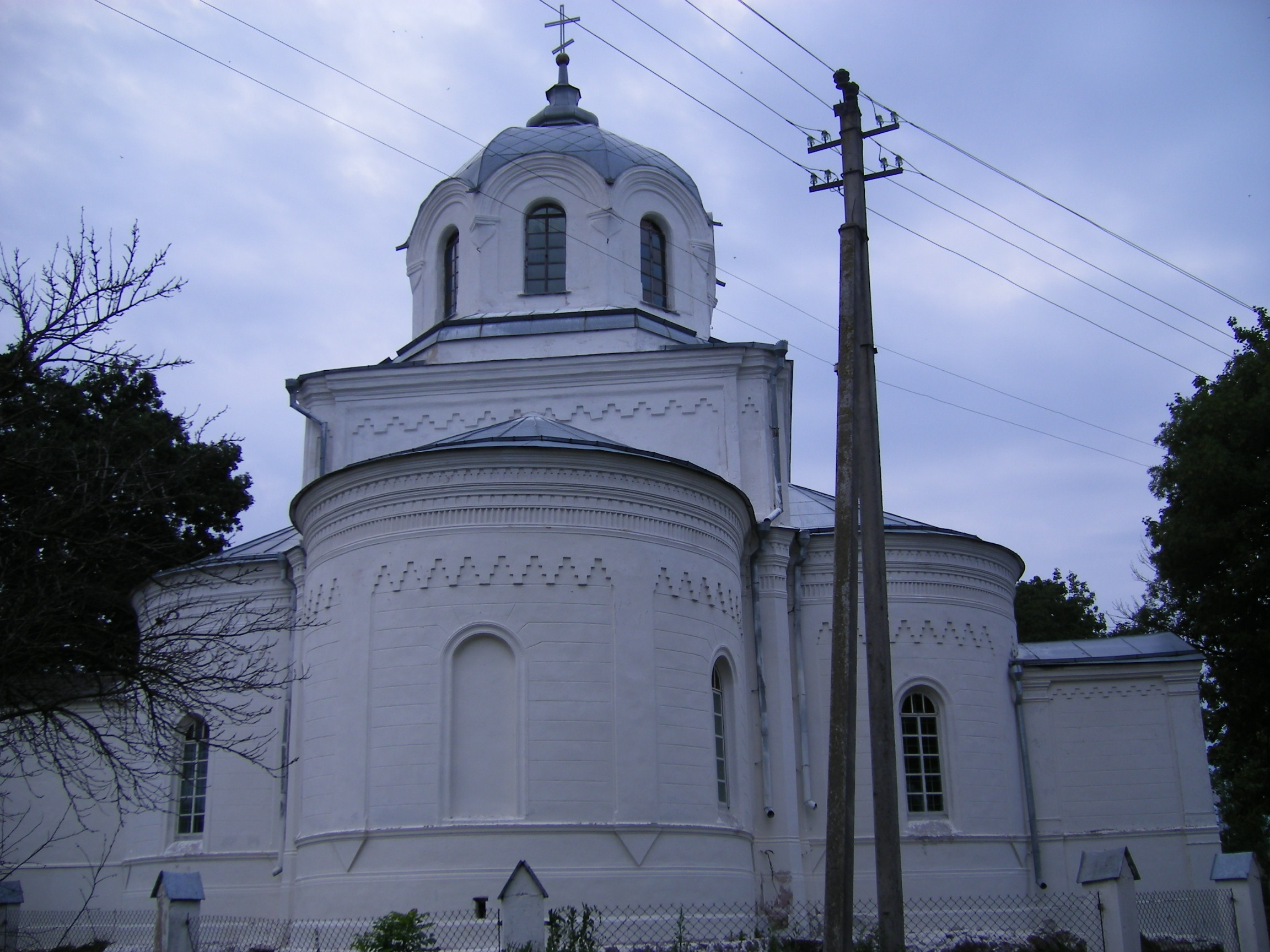
Kirche Auferstehung Christi Dsisna

Dsisna (belarussisch Дзісна; russisch Дисна, Disna; litauisch Dysna; polnisch Dzisna) ist eine Stadt in der Wizebskaja Woblasz im Rajon Mjory in Belarus.
Die Stadt liegt auf dem linken Ufer der Düna in der Nähe des Zusammenflusses mit der Dysna. Die Stadt hat 2700 Einwohner nach einer Schätzung von 2006. Die Bevölkerung hat sich im Laufe der Jahre verringert.

## Geschichte
Im 16. Jahrhundert gewährte der polnische König Sigismund II. August Dzisna Stadtrechte. Von 1569 bis 1793 gehörte der Ort zu Polen-Litauen und geriet nach der zweiten polnischen Teilung unter russische Herrschaft. Nach dem Ersten Weltkrieg wurde Dzisna wieder polnisch und gehörte zur Woiwodschaft Wilna. Im Zweiten Weltkrieg war Dzisna von 1939 bis 22. Juni 1941 von der Sowjetunion, anschließend bis 1944 von Deutschland und bis 1945 wiederum von der Sowjetunion besetzt und blieb nach Kriegsende bei der Sowjetunion. Während der deutschen Besatzung existierte vom 25. Juni 1941 bis 14. Juni 1942 in Dsisna ein Ghetto. Daran erinnert ein Denkmal zum Gedenken an die 3800 Opfer.